# Microchaetus
 (octobre 2020).
Genre
Microchaetus est un genre de vers de terre vivant dans le sud de l'Afrique.

## Liste d'espèces
Selon World Register of Marine Species (27 déc. 2020) :
- Microchaetus braunsi Michaelsen, 1899
- Microchaetus decipiens Michaelsen, 1899
- Microchaetus klopperi Plisko, 1991
- Microchaetus microchaetus (Rapp, 1849)
- Microchaetus papillatus Benham, 1892
- Microchaetus rappi Beddard, 1886
- Microchaetus stuckenbergi Plisko, 1991
- Microchaetus vernoni Plisko, 1992